# Peter Rea
Peter Rea (* 19. Dezember 1938 in Dublin, Irland; † 3. Oktober 2014 in Kent, England) war ein irischer Designer. Er war Honorarprofessor an der Hochschule für Künste Bremen und lebte in London und Bremen.

## Leben
Peter Rea studierte Bildende Kunst, Design und Typographie am Royal College of Art in London. Er arbeitete als Regisseur an verschiedenen Theatern und spielte Schlagzeug in Jazz- und Rockbands. In den 1960ern kreierte er Happenings, „son-et-lumiere“-Produktionen und organisierte mehrere Moving-Image-Kurse für graduierte Studenten. Er betrieb ab 1976 ein eigenes Studio in London und betreute unter anderem das Arts Council of Great Britain und die Photographers Gallery London.
Peter Reas Designarbeiten umfassten Corporate Identity, Zeichensysteme, Verpackungen, Ausstellungen und Zeitschriftendesign. Er war Kurator und Co-Art Direktor des „Icons on Ikono“-Projektes von Zanders. Er zeigte seine Arbeiten in Einzelausstellungen am Institute of Contemporary Arts und weiteren Galerien in London.
Bis 1993 war er Assistenz-Professor am Philadelphia College of Art, dann Leiter der Meisterkurse „Advanced Typographic Design“ am College of Printing der Universität der Künste London, Leiter der Leicester School of Graphic Design und der Ravensbourne School of Graphic Design. Darüber hinaus übernahm Rea 1993 eine Gastprofessor an der Hochschule für Künste Bremen sowie von 1998 bis 2000 eine Professur an der Notre-Dame-Universität – Louaize im Libanon. Dort restrukturierte er die Kunst- und Design-Studienprogramme, nachdem durch 20 Kriegsjahre das kulturelle Leben und die Bildung nahezu zum Erliegen gekommen waren. Peter Rea war Co-Autor der erfolgreichen Ausschreibung für die neue Fakultät für Architektur, Kunst und Design, die zwischen 2000 und 2001 errichtet wurde.
In Bremen initiierte er das von 1998 bis 2006 jährlich stattfindende Profile-Intermedia-Festival, das von Studenten der Hochschule für Künste Bremen organisiert wurde.
Seit Januar 2000 war Peter Rea Honorarprofessor für Intermedia Studies an der Hochschule für Künste Bremen.

## Auszeichnungen
- Associate des Royal College of Art London, Graphic Design (ARCA)
- Silver Medal of Distinction, Royal College London, for mixed media work: design, music, image, theatre and performance (Regie für Produktionen am RCA London and Edinburgh Fringe Festival)
- Verschiedene Kunstpreise und Stipendien des Arts Council of Great Britain
- The Building Centre Award für Information Graphics
- Fellow der International Society of Typographic Designers
- Ehemaliger Fellow der Royal Society of Arts
- Ehemaliges Mitglied der Alliance Typographie Internationale